# Grand Aquarium de Touraine
Koordinaten: 47° 23′ 17″ N, 0° 54′ 41″ O
Das Grand Aquarium de Touraine (vormals Aquarium du Val de Loire) ist ein Süßwasser-Schauaquarium in Frankreich im Kanton Amboise bei Lussault-sur-Loire.

## Hintergrund
Das Grand Aquarium de Touraine befindet sich in unmittelbarer Nähe zur Loire und beherbergt auf einer Fläche von 5.000 m² 63 Wasserbecken mit zwei Millionen Litern Wasser mit über 12.000 Fischen.
Im Grand Aquarium de Touraine werden auch Tierarten aus den Flüssen in Frankreich wie Karpfen, Elritzen, Störe, Hechte und Welse gezeigt, aber auch seltene und tropische Tiere wie Piranhas, Haie, Seepferdchen, Korallen, Barrakudas, Schildkröten, Alligatoren, Zitteraale.
Betreiber des Aquariums war von 2002 bis 2011 die französische Freizeitpark-Kette Grévin & Cie. Ende Januar 2011 wurde das Aquarium zusammen mit sechs weiteren Freizeitangeboten von der Compagnie des Alpes (CdA) an die Freizeitpark-Kette Looping Group verkauft.

## Galerie

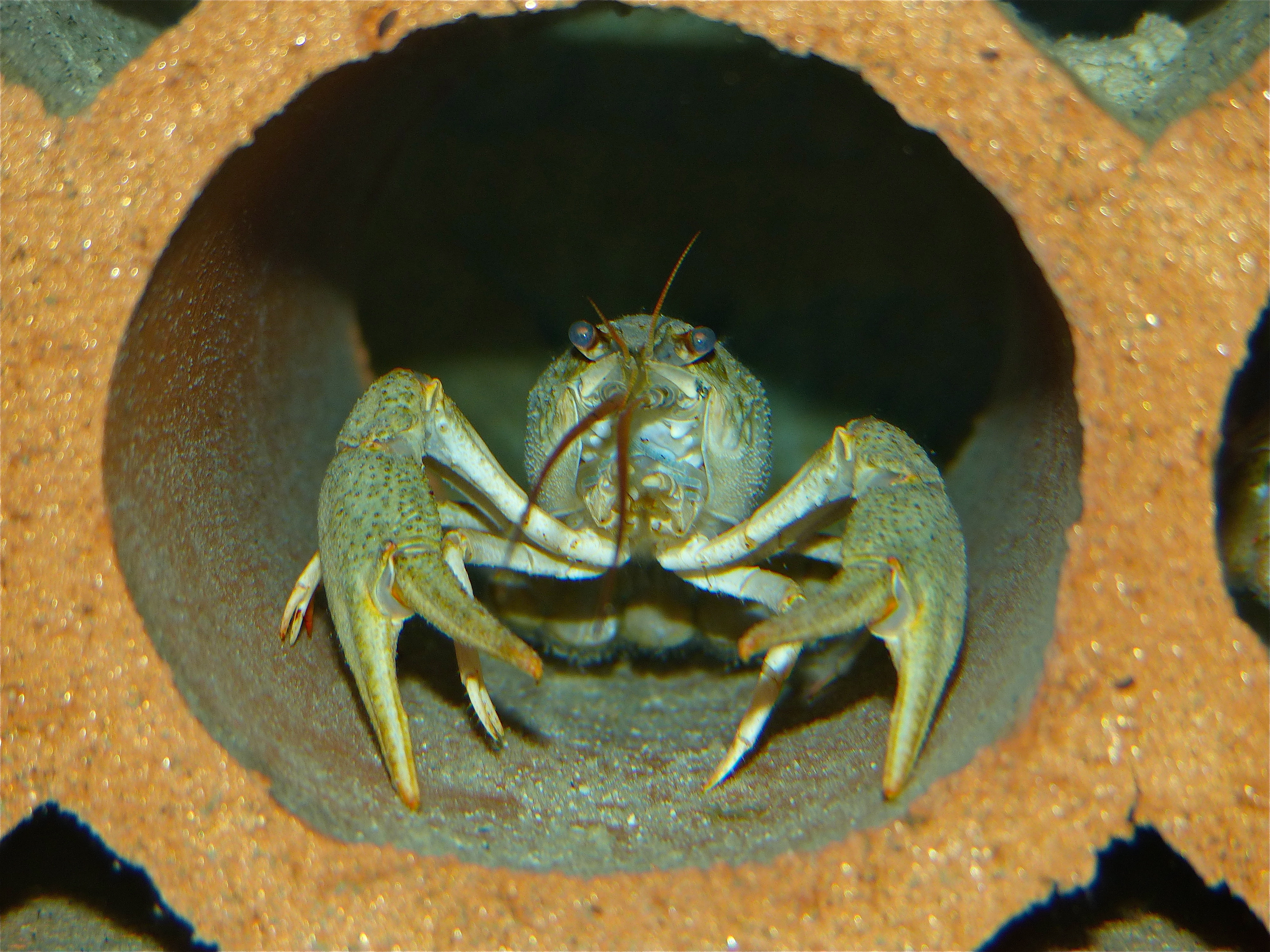
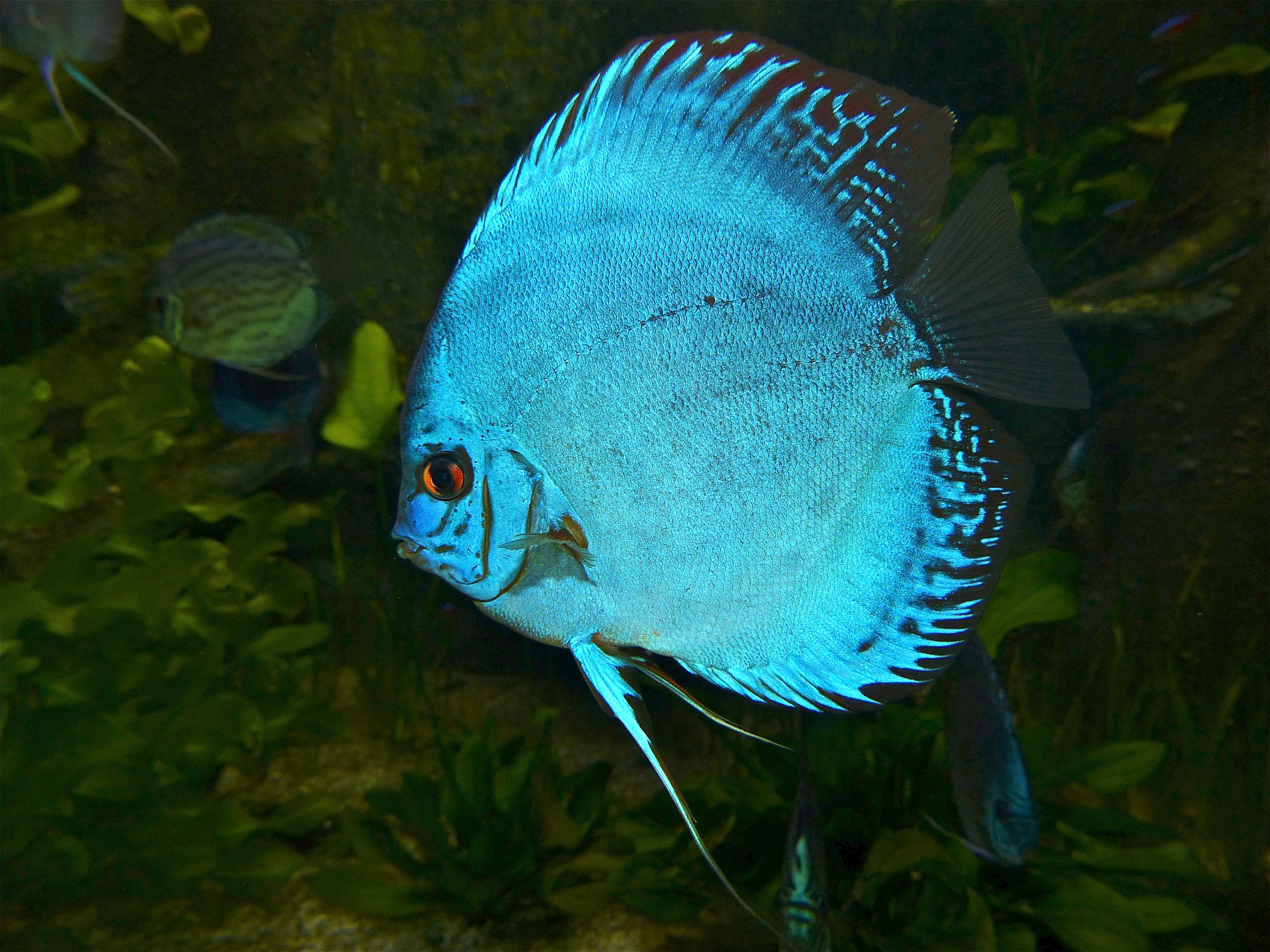
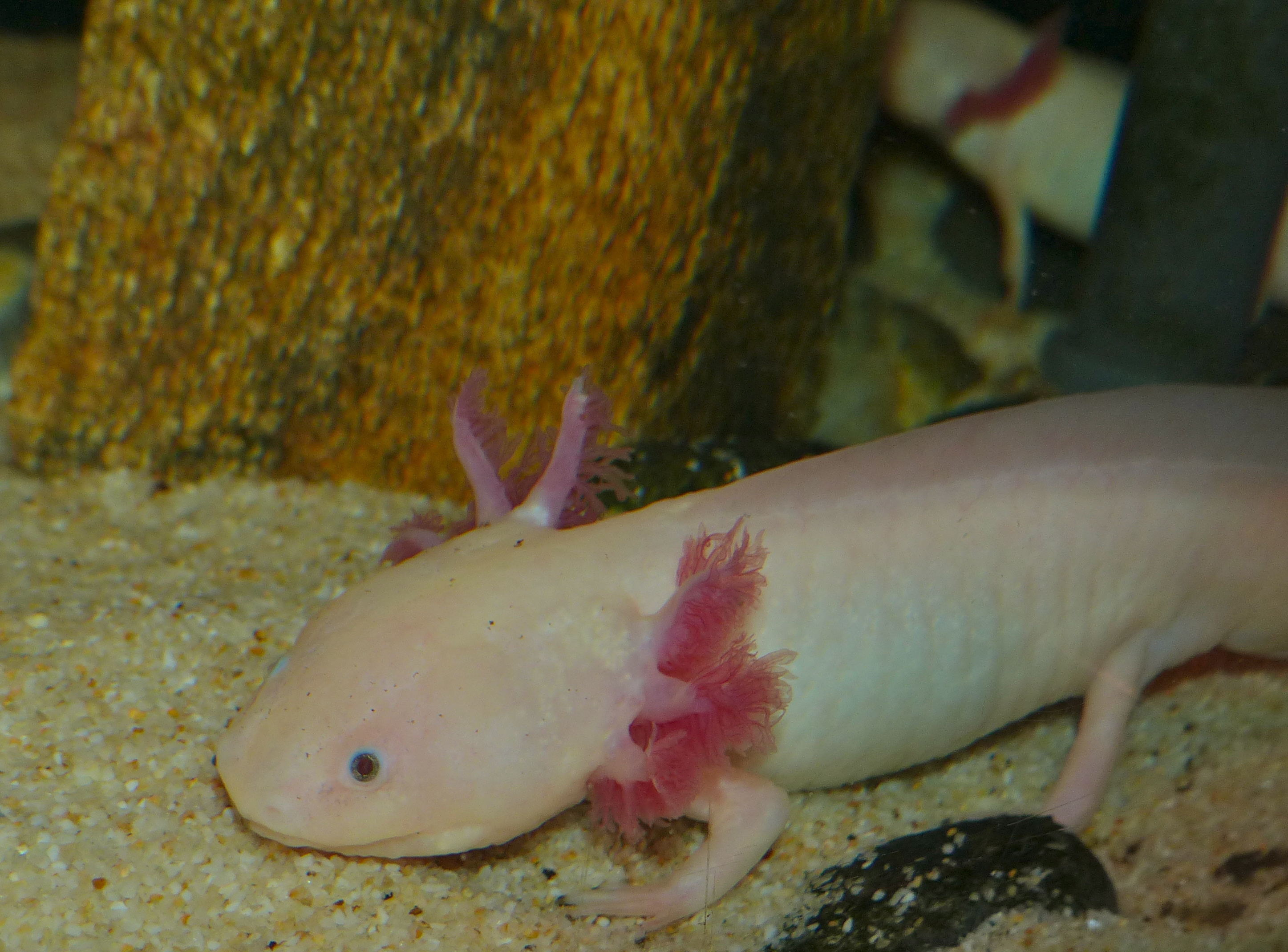
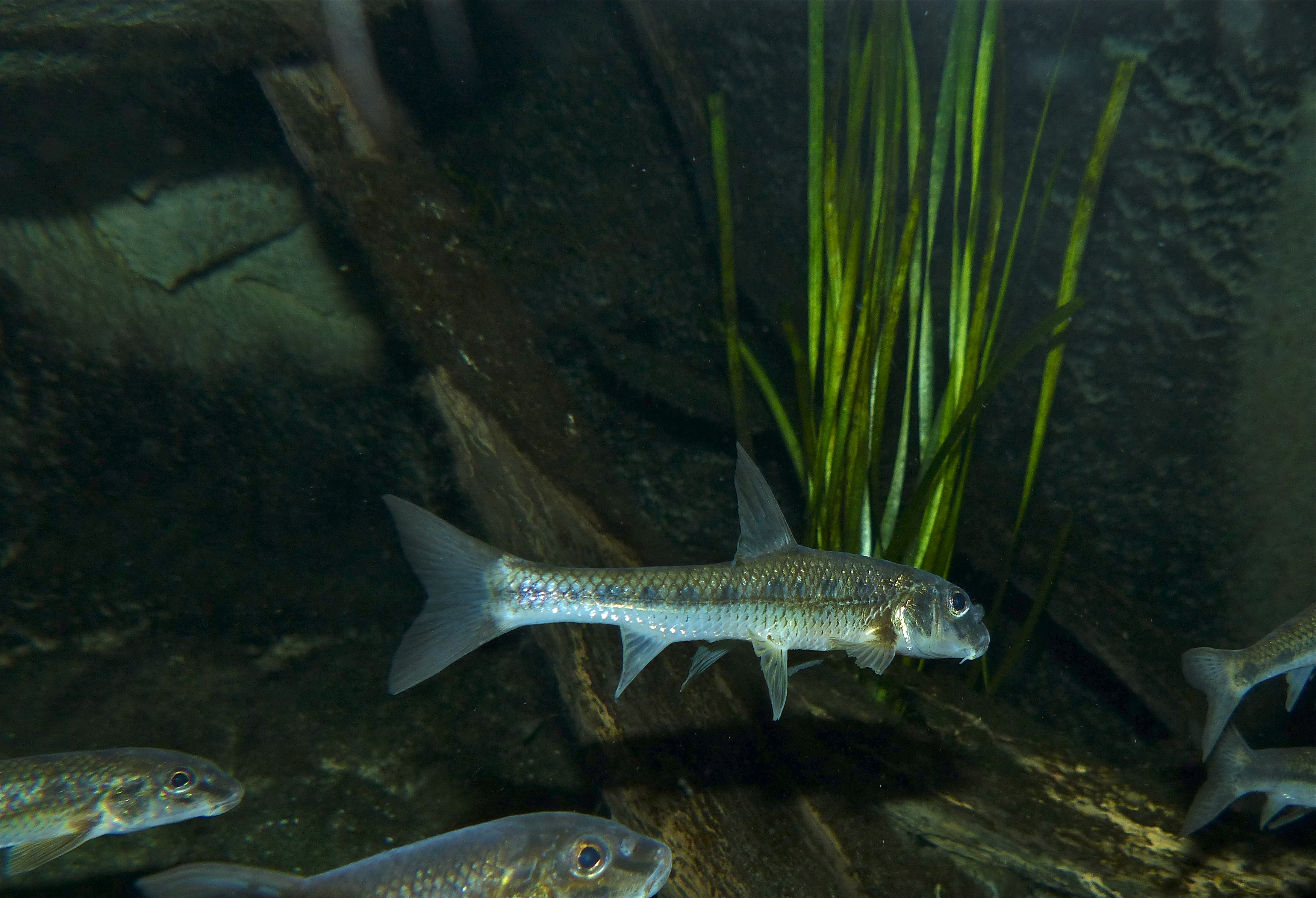
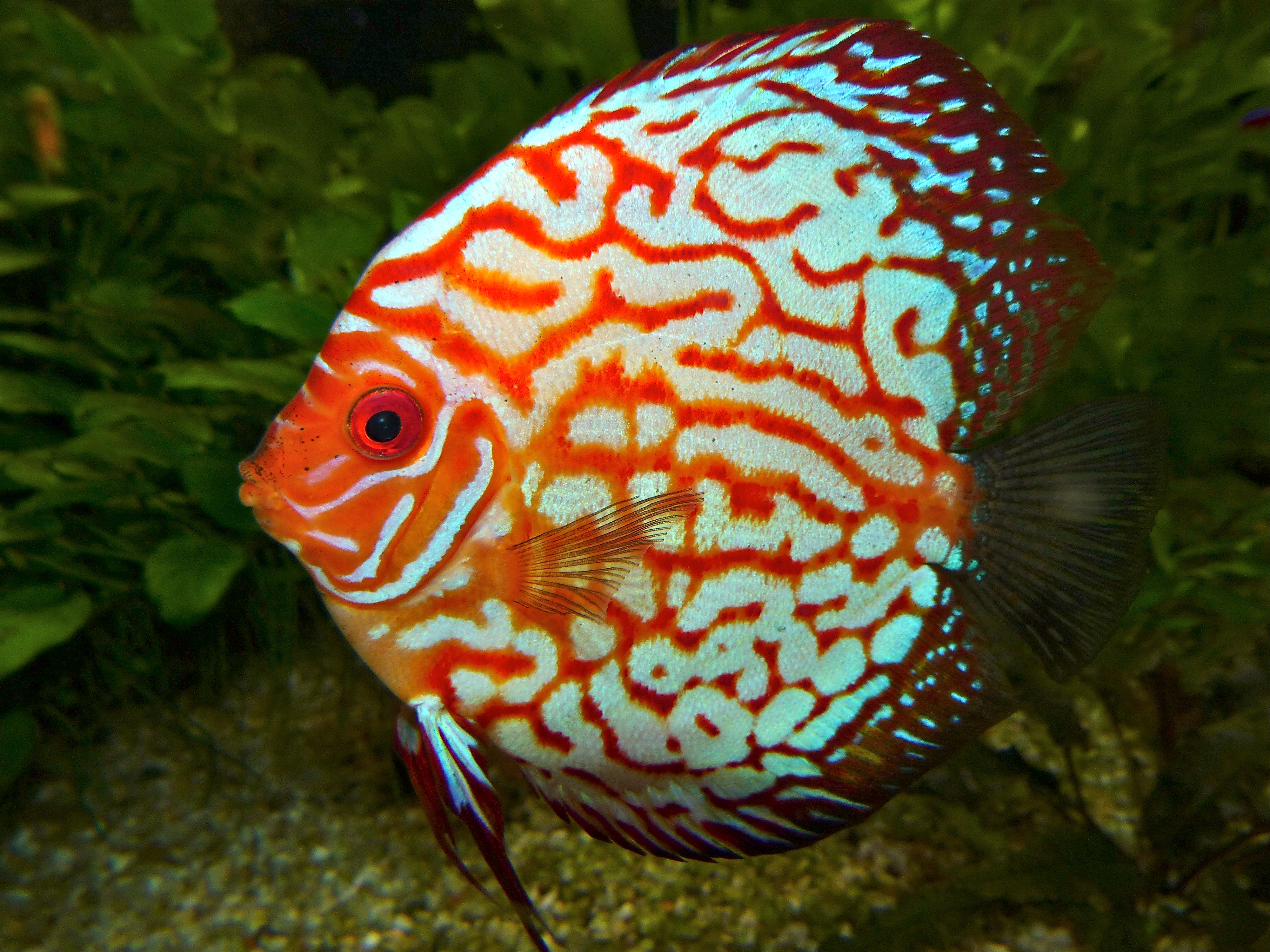
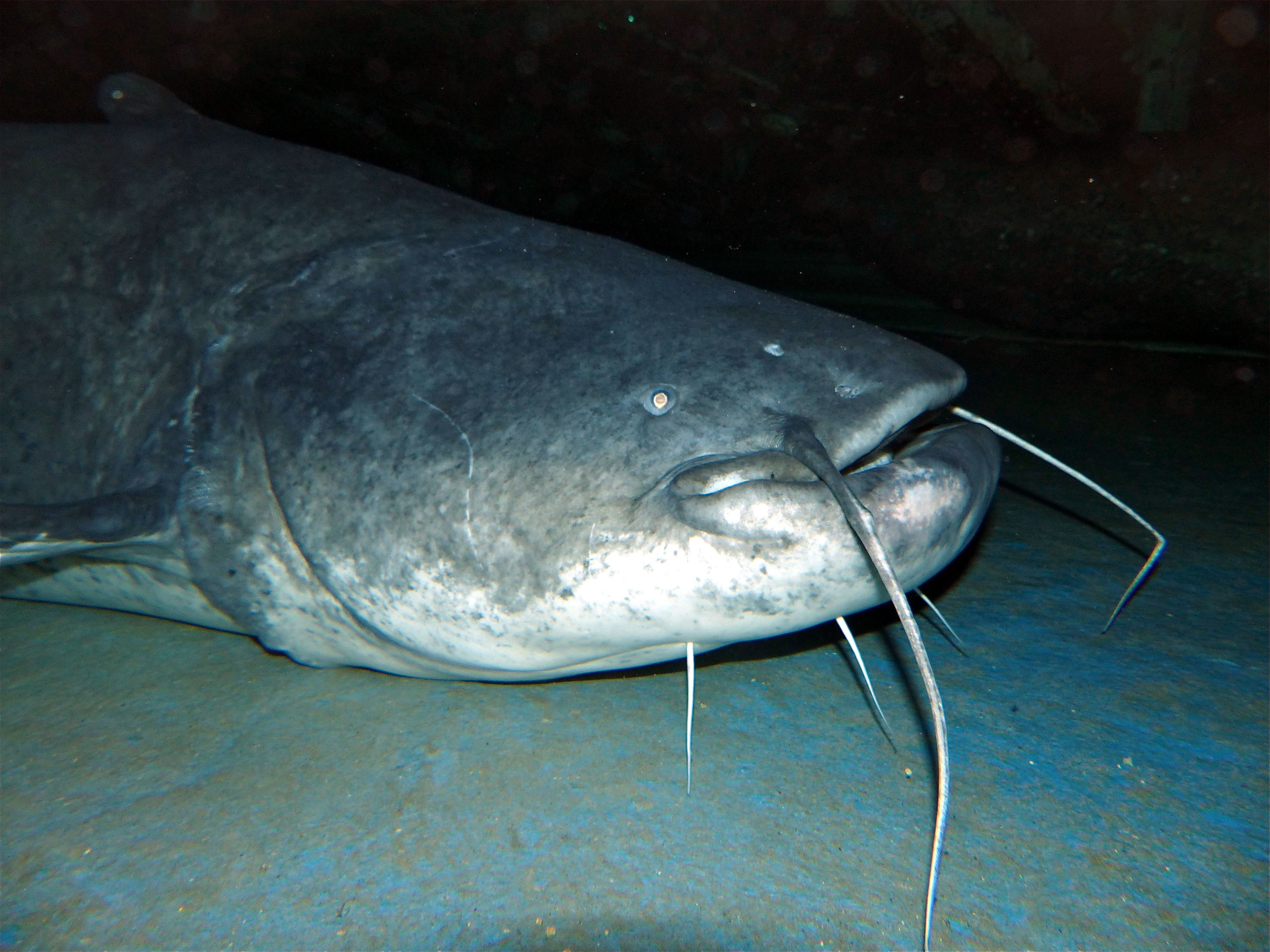
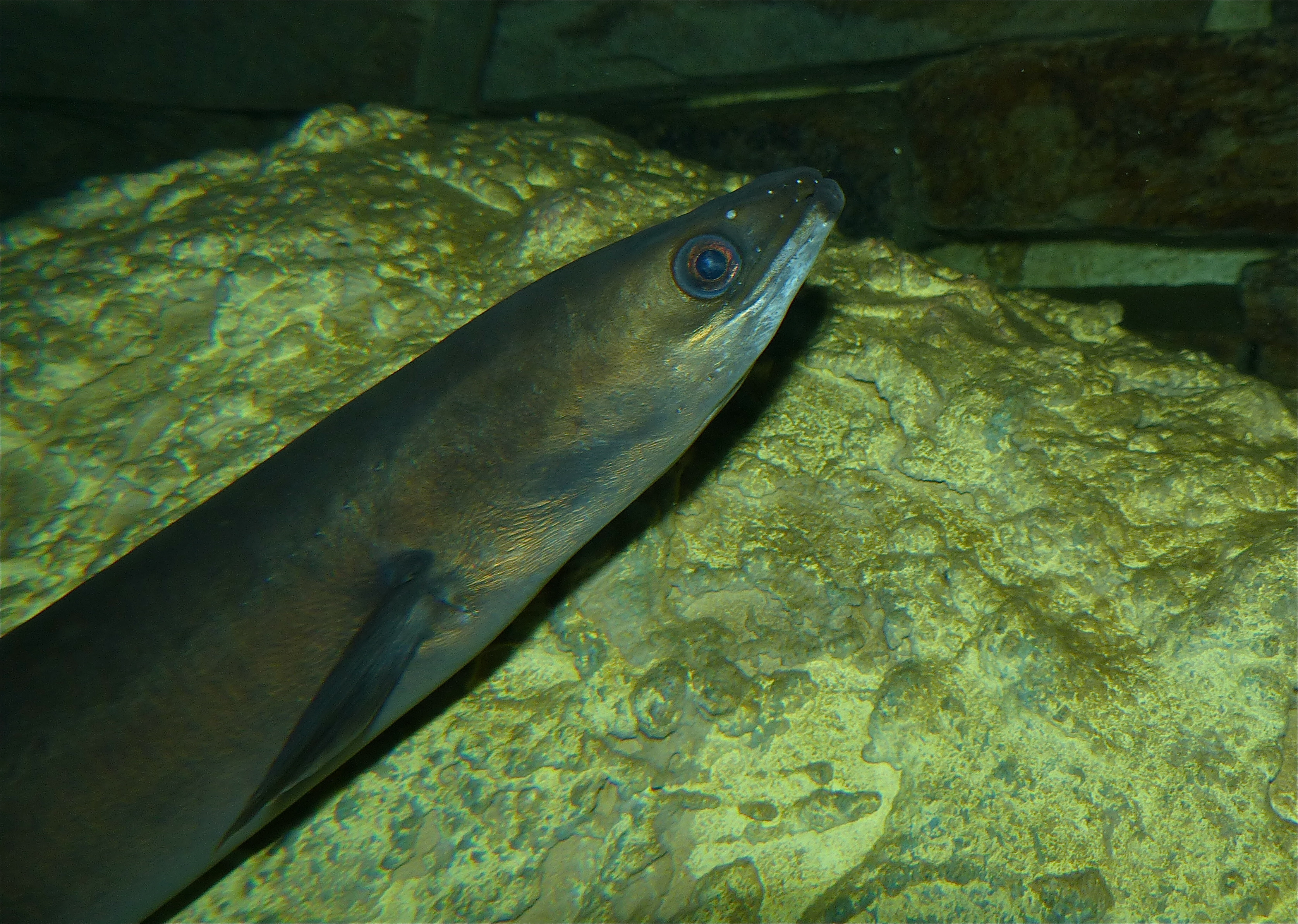